# Vattenfräne
Vattenfräne (Rorippa amphibia) är en växtart i familjen korsblommiga växter.